# محطة طاقة كهرضوئية

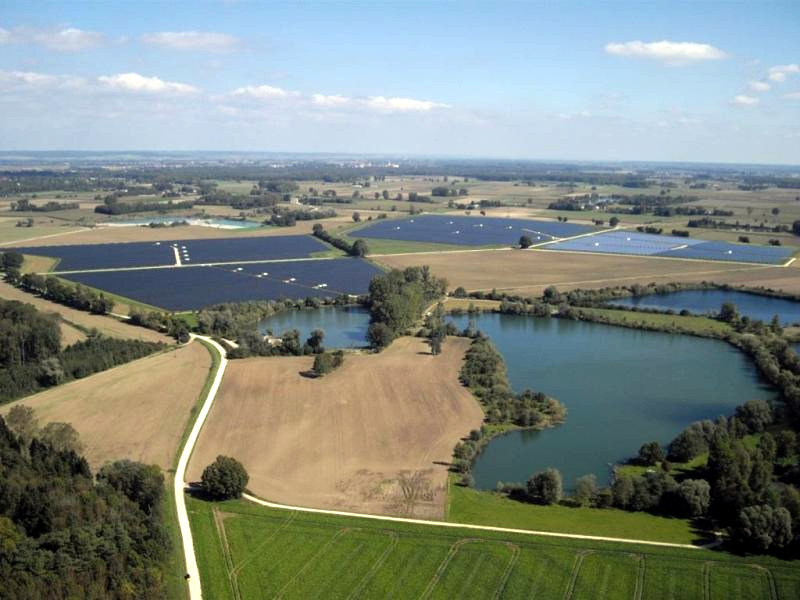
لالانج مزرعة الطاقة بقوة 25.7 ميغاواط في شوابيا، ألمانيا

محطة طاقة كهرضوئية أو مزارع الشمس هي نظام ضوئي جهدي ذو حجم كبير مصممة لتزويد الكهرباء التجارية للشبكة الكهربائية. تكون هذه المحطات مختلفة عن الألواح المتصلة بالأبنية وتطبيقات الشمسية لامركزية الأخرى لأنها تزود الطاقة بشكل الفائدة، ولمستخدم محلي أو مستخدمين. يشار إلى هذه المحطات باسم مزارع الشمس خصوصا عندما توضع في مناطق زراعية. وتستخدم تسمية فريدة هي الطاقة الشمسية بسعر الفائدة لوصف هذه النوع من المشاريع.
يأتي مصدر الطاقة هو الألواح الشمسية التي تحول الضوء مباشرة إلى كهرباء. لا يجب الخلط بين هذه المحطات وبين محطات الطاقة الشمسية المركزة ،التقنية الأخرى التي تنتج كميات كبيرة من الطاقة، والتي تستخدم الحرارة لتشغيل مجموعة من أنظمة التوليد التقليدية. كلا النوعين لها ميزات ومساؤى، لكن حاليا يوجد توجه كبير نحو تقنية الألواح الكهرضوئية وذلك لعدد من الأسباب. في عام 2013، تفوق عدد محطات الطاقة الكهرضوئية على محطات تركيز طاقة الشمس بحوالي 40 إلى 1.
تُصنف بعض البلدان سعة الألواح الكهرضوئية بالميغاواط-بيك (MWp) ويشير إلى خرج التيار المستمر للمصفوف الشمسي. على أي حال، يستخدم اليابان وكندا وإسبانيا وبعض أجزاء من الولايات المتحدة التصنيف لسعة الألواح بالتحويل من التيار المستمر إلى المتناوب ( MWAC)، تقارن هذه السعة المباشرة كسعات الأشكال أخرى لإنتاج الطاقة. تصنيف ثالث وأقل شيوعا هو تصنيف فولت-أمبير (MVA). تصمم معظم «حدائق الشمسية» بحجم 1 ميغاواط على أقل التقدير. في عام 2015، أكبر محطة طاقة كهرضوئية بالعالم لها سعة تقارب 600 ميغاواط ويوجد تخطيط لمشاريع بحجم 1 غيغاواط. وبنهاية 2015 بني حوالي 3400 مشروع بمجموع سعات 60 غيغاواط وكانت المزارع الشمسية فيها أكبر من 4 ميغاواط.
معظم محطات الطاقة الكهرضوئية الكبيرة مملوكة لمنتجين طاقة مستقلين، لكن يتزايد تدخل المشاريع المجتمعية والأدوات المشتركة باستمرار. حاليا، كل المحطات لها محفزات منظمة مثل تعرفة حسب التغذية أو تقليل الضرائب، تناقصت كلفة الإنشاء في العقود الأخيرة ووصل تكافؤ السعر (بالإنجليزية:  grid parity)‏ في عدد كبير من الأسواق، إذا اختفت هذه المحفزات الإضافية قد لاتستمر هذه المشاريع لمدة طويلة.

## التاريخ

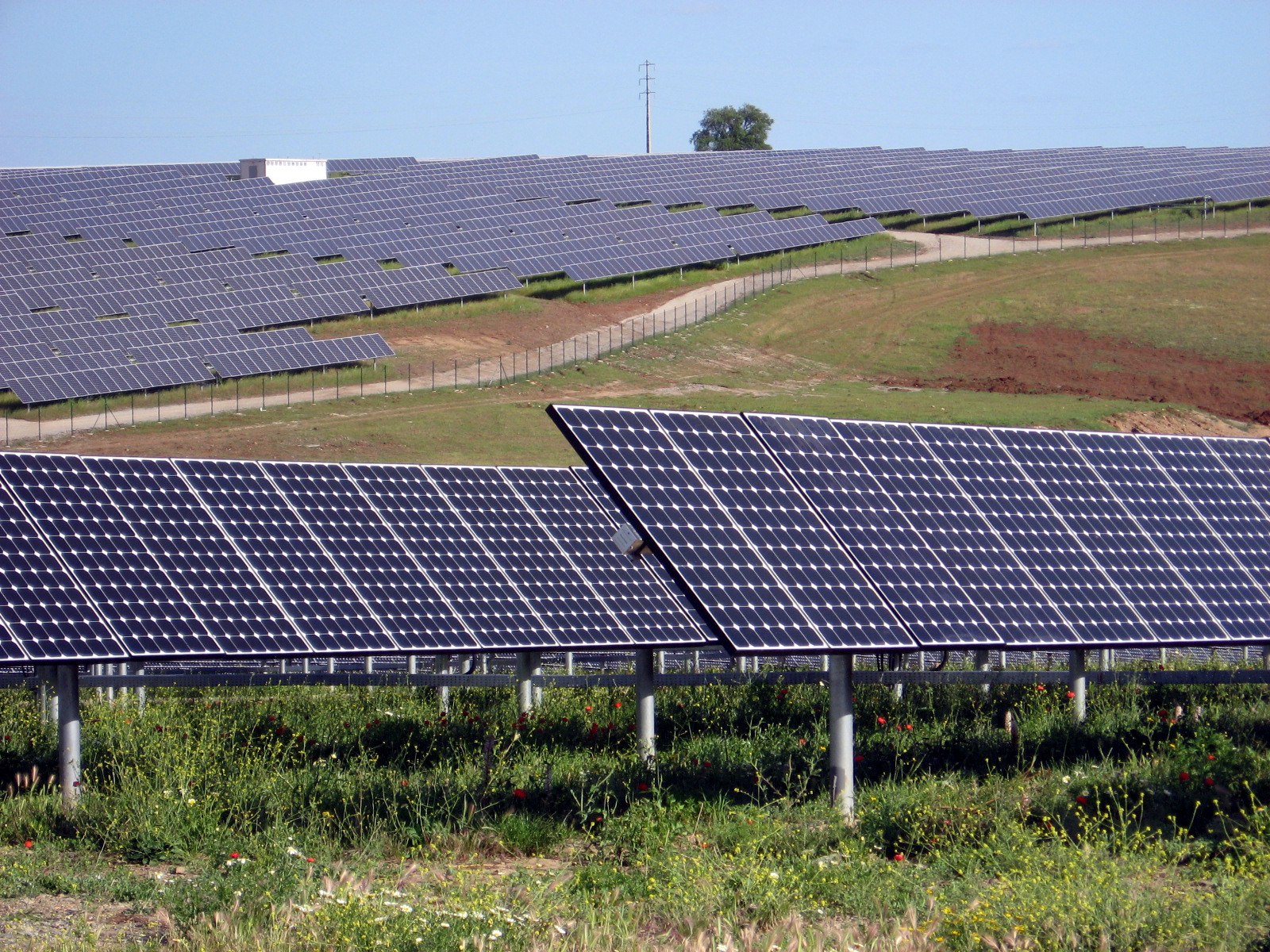
محطة طاقة كهرضوئية في البرتغال بعام 2006

بنيت أول محطة طاقة كهرضوئية بواسطة أركو سولار بقوة 1 MWp في لوغو قرب هيسبيريا (كاليفورنيا) بنهاية عام 1982، بعدها بعام 1984 محطة بقوة 5.2 MWp في سهل كاريزو (بالإنجليزية: Carrizo Plain)‏. لم تعد كلا المحطتان في الخدمة وأن كان سهل كاريزو موقع لعدد من المحطات الكبيرة التي ركبت أو يخطط لتركيبها. عندما تبنى عدد كبير من المحطات الشمسية تبدأ المرحلة التالية وهي النسخة المحسنة 2004 للتعرفة حسب التغذية (تعريفة مخصصة للطاقة المتجددة).
بنيت عدة مئات المحطات بقوة تفوق 1 MWp في ألمانيا و50 من هذه المحطات بقوة تفوق 10 MWp. أصبحت إسبانيا السوق الأكبر للطاقات المتجددة بعد تقديمها للتعرفة حسب التغذية وذلك ب60 محطة بقوة 10 ميغاواط ومافوق. وأصبحت دول مثل الولايات المتحدة والصين والهند وفرنسا وكندا وإيطاليا وغيرها  أسواق ضخمة لمحطات الطاقة الشمسية.
يتم التخطيط لمواقع كبيرة بسعة مئات الميغايات ومشاريع بحجم 1 غيغاواط تحت الإنشاء أيضا.

## تحديد الموقع والأرض
تعتمد مساحة الأرض لإنتاج كمية طاقة معينة على مكان الأرض وميلها وفعالية الألواح الشمسية ونوع التوصيلات. تستخدم المصفوفات المتحركة ألواح شمسية نموذجية بفعالية 15% تقريبا في المواقع الأفقية وتحتاج 1 لهكتار/ميغاواط في المنطقة الاستوائية ويرتفع هذا الرقم إلى أكثر من 2 هكتار في شمال أوروبا.
بسبب طول الظل للمصفوف يوزع بحيث يميل بزواية حادة، هذه المنطقة عادة تكون أعلى ب10% لمصفوف ميلانه قابل للتغيير أو ملاحق بمحور واحد، وأعلى ب20% لملاحق بمحورين، تعتمد هذه الأرقام بشكل كبير على المنطقة وطوبوغرافيا الأرض.
أفضل المواقع لمحطات الطاقة الكهرضوئية بالنسبة لاستخدام الأرض هي الحقول البنية أو أرض لسيت ذو قيمة تجارية. حتى في الأراضي المزروعة، يمكن إعداد الموقع المخصص لإقامة محطة الطاقة الكهرضوئية واستعماله لأغراض إنتاجية أخرى مثل زراعة المحاصيل أو التنوع البيئي.

### زراعة بالطاقة الشمسية
الزراعة بالطاقة الشمسية هو مصطلح مشترك لاستخدام الأرض نفسها لكل غرض إنتاج الطاقة الشمسية وغرض زراعة التقليدية بالحقل. وجدت دراسة حديثة أن قيمة إنتاج الطاقة الشمسية المرتبطة مع إنتاج المحاصيل تقدم زيادة بنسبة 30 % بالقيمة الاقتصادية من نشر أنظمة الزراعة بالطاقة الشمسية عوضا عن الزراعة التقليدية.

### الموقع المشترك
تبنى عدد من محطات الطاقة الشمسية المختلفة بمالكين ومتعهدين مختلفين في مواقع متجاورة. يعطي هذا الحل ميزة تقليل الكلفة وخسائر المشروع مثل البنية التحتية كوصل الشبكة والموافقة على خطة البناء. ويمكن أن تشترك محطات الطاقة الشمسية مع مزارع الرياح بالموقع. ويستخدم مصطلح مزرعة الشمس في هذه الحالة أكثر من محطة طاقة شمسية.

## التقنية
معظم المحطات الشمسية لها أنظمة ربط الكهرضوئية، تعرف باسم محطات الطاقة الشمسية بالحقول المفتوحة. يمكن أن تكون متحركة أو تستخدم محور أحادي أو ثنائي لتعقب حركة الشمس. حيث التعقب يحسن من الأداء ككل ويزيد من كلفة إنشاء النظام وصيانته. يحول العاكس الكهربائي طاقة المصفوف الشمسي من التيار المستمر إلى التيار المتناوب ويكون التوصيل إلى شبكة بفولط عالي، تنقل الكهرباء على ثلاثة مراحل من المحولات عادة بتيار 10كيلو واط ومافوق.

### ترتيب المصفوفات الشمسية
المصفوفات الشمسية وهي أنظمة فرعية تحول الضوء الساطع عليها إلى طاقة كهربائية. تتألف المصفوفة من عدة ألواح شمسية موصولة ببنية مدعمة ومترابطة بحيث تنقل الطاقة إلى الأنظمة الفرعية.
نادرا ماتركب المحطات الشمسية على المباني ويستخدم مصفوفات الطاقة الشمسية المتكاملة مع الأبنية. تكون الأغلبية بشكل أنظمة الحقول المفتوحة وتستخدم بنية الربط الأرضية ولها الأنواع التالية:

#### المصفوفات الثابتة
تستخدم معظم المشاريع بنية ربط توصل فيها الألواح الشمسية بانحدار مثبت مدورس لتعطي أفضل خرج في كل أيام السنة. توضع الألواح الشمسية باتجاه الشرق نحو خط الاستواء، وبميل زاوي أخفض من ارتفاع الموقع. في بعض الحالات تختلف درجة الميلان المستخدمة أو توازن المصفوفات من المحور الشرقي الغربي العادي حسب تفضيل الخرج الصباحي أو المسائي اعتمادا على المناخ المحلي، شكل الأرض أو نظام التسعير الكهربائي الحكومي.
يختلف شكل هذا التصميم باختلاف عمل المصفوفات حيث تعدل زواية الميلان مرتين أو أربعة سنويا للحصول على خرج مثالي لكل فصل. وتتطلب أيضا مساحة أرض إضافية لتقليل التظليل الداخلي في زواية ميلان الشتاء الحادة. من النادر تعديل الكلفة الإضافية أو تعقيد هذا التصميم، لأن زيادة الخرج هي أجزاء قليلة من المائة فقط.

#### المتعقبات بمحورين

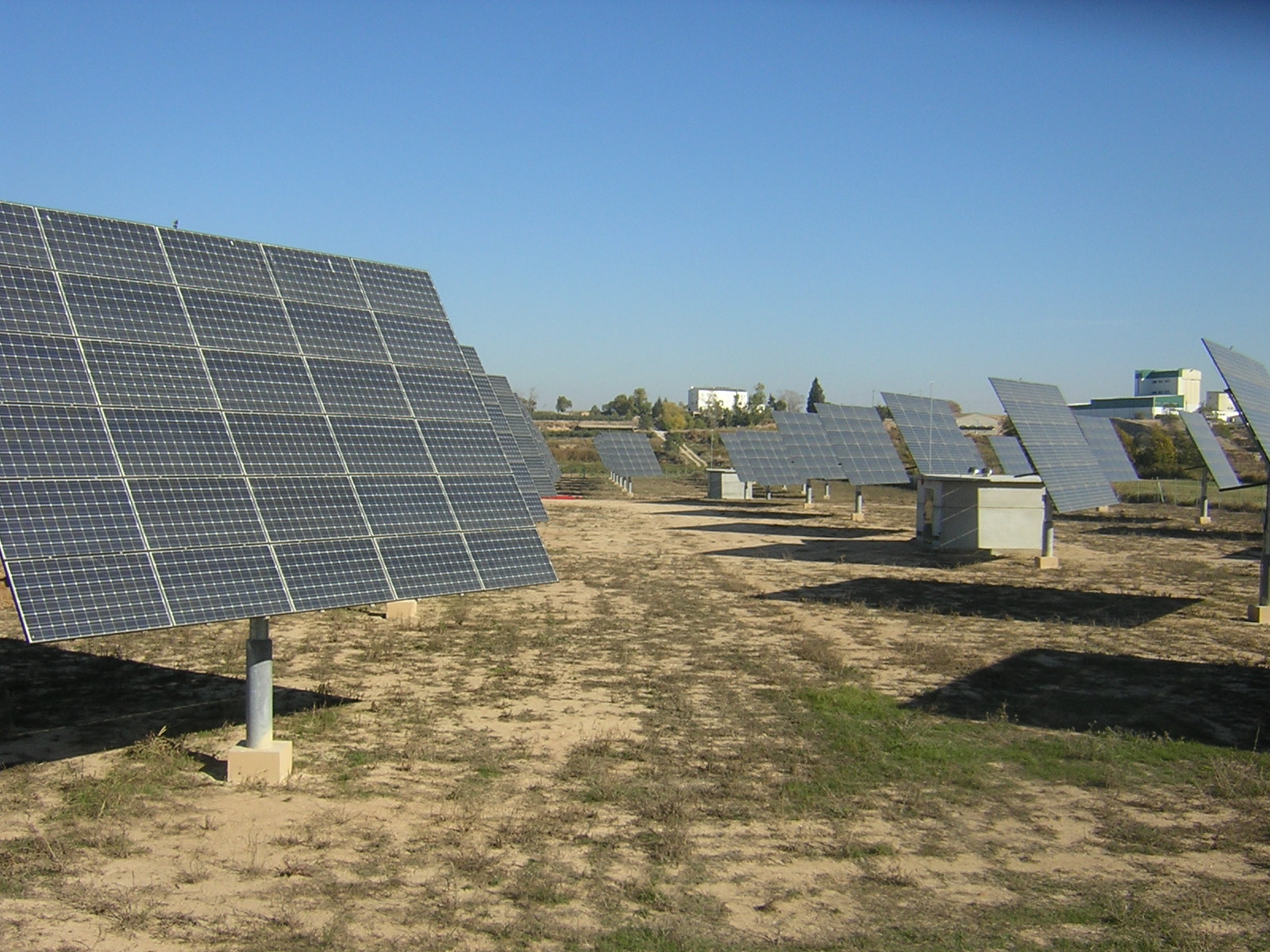
تستخدم مزرعة الشمس بيلونغ قرب لاردة في إسبانيا المتعقب بمحورين

توضع الألواح الشمسية نحو باتجاه أشعة الشمس الشرقية لزيادة قوة الإشعاع القادم. ولتحقيق ذلك، تستخدم المصفوفات متعقبات بمحورين لتتبع الشمس بحركتها اليومية الدائمة في السماء، وارتفاعها المتغير خلال السنة.
تفصل هذه المصفوفات عن بعضها لتقليل التظليل الداخلي كلما تحركت الشمس وتغير توجيه المصفوفة ولهذا الغرض نحتاج مساحة أرض إضافية. وتتطلب آلات معقدة إضافية لصيانة سطح المصفوفة عند زواية معينة. يزداد خرج النظام بنسبة 30% في المواقع ذات المستويات العالية من الأشعة الشمسية المباشرة، لكن يتناقص في المناخ المعتدل أو عند المناخات ذات الإشعاع المنتشر الكبير وذلك لوجود الغيوم. وذلك يشاع استخدام المتعقابات بمحورين في المناطق شبه الاستوائية. أول من وضع هذه المتعقبات على مستوى تجاري هي محطة لوغو.

#### المتعقبات بمحور واحد
يحقق هذا النوع الثالث بعض فوائد التعقب مع التقليل في حجم الأرض المستخدمة وكلفة التشغيل وحجم رأس المال. ويعمل هذا المتعقب بتتبع الشمس ببعد وحيد خلال رحلة الشمس اليومية لكن ليس مكيفا مع تحركها خلال الفصول. تكون زواية المحور أفقية عادة، إلا أن بعض منها مثل المزرعة الشمسية في قاعدة نيليس الجوية حيث تميل بزواية 20°، يميل باتجاه خط الاستواء بالتوجيه الشمالي-الجنوبي ويجمع بشكل فعال بين التعقب والميل الثابت.